# Kommissionsdomstol
En kommissionsdomstol var en særlig type særdomstol, som fandtes i Danmark fra ca. år 1600 til 1999, hvor denne type domstol ved lov blev erstattet af undersøgelseskommissioner. 
Oprindeligt blev særdomstole nedsat af kongen med det formål at mægle i lokale stridigheder. Under Christian IV udviklede kommissionsdomstolene sig til dømmende instans i visse personsager og forvaltningsretslige spørgsmål.
Efter demokratiets indførelse med Grundloven i 1849 kunne regeringen "anordne ekstraordinære retter", herunder kommissionsdomstole med dømmende magt indtil 1953, hvor det i en ny paragraf § 61 i grundloven fastslås, at ”særdomstole med dømmende myndighed kan ikke nedsættes”. Socialdemokratiet og SF foreslog 25. april 1989 med udgangspunkt i Tamilsagen at der skulle nedsættes en kommisionsdomstol, men kravet blev afvist af et flertal i Folketinget. I 1990 blev der nedsat en kommissionsdomstol, der skulle undersøge bogføringen i Skatteministeriet. Kommissionsdomstolen afgav i 1992 en beretning, som var så kritisk for skatteminister Anders Fogh Rasmussen, at denne valgte at forlade regeringen. Fire af ministeriets embedsmænd blev tildelt en advarsel efter tjenestemandsloven, og der blev indledt tjenestemandssag mod en embedsmand. 
Kommissionsdomstolene blev endeligt afskaffet i 1999 og ved lov erstattet af undersøgelseskommissioner. Den første af disse var PET-kommissionen.